# Cyperus hensii
Cyperus hensii är en halvgräsart som beskrevs av Charles Baron Clarke. Cyperus hensii ingår i släktet papyrusar, och familjen halvgräs. Inga underarter finns listade i Catalogue of Life.